# الحجاجي (الرين)
الحجاجي، هي قرية من فئة (ب) تقع في محافظة الرين، والتابعة لمنطقة الرياض في السعودية. وتبعد الحجاجي عن محافظة الرين بمسافة تقارب () كم.